# Men singing
Men singing is het tweede album van de muziekgroep Henry Fool. Hun eerste album verscheen minstens tien jaar voor deze EP. De titel is misleidend want er wordt niet op het plaatje gezongen. Het album verscheen eerst in mini-elpeeformaat en later in een normaal compact discdoosje. De opnamen vonden verspreid plaats tussen oktober 2006 en november 2012.

## Musici
- Tim Bowness – gitaar (1, 2, 3, 4)
- Michael Bearpark – gitaar (1, 2, 4)
- Stephen Bennett – toetsinstrumenten, gitaar (1, 2, 3, 4)
- Andrew Booker – slagwerk (1, 2, 3, 4)
- Peter Chilvers – basgitaar (1, 2, 3, 4)
- Myke Clifford – saxofoon, dwarsfluit) (1, 2, 4)
- Jarrod Gosling – mellotron, bassynthesizer (1,2, 3, 4)
- Phil Manzanera – gitaar (1, 2)
- Steve Bingham – viool (4)

## Muziek
| Nr. | Titel                                                                        | Duur  |
| --- | ---------------------------------------------------------------------------- | ----- |
| 1.  | Everyone in Sweden (Bearpark, Bennett, Booker, Cilvers, Clifford, Manzanera) | 13:53 |
| 2.  | Man singing (Bennett, Bowness)                                               | 6:44  |
| 3.  | My favourite zombie dream (Bennett, Bowness, Chilvers)                       | 6:25  |
| 4.  | Chic hippo (Bearpark, Bennett, Booker, Bowness, Chilvers, Clifford)          | 13:24 |